# Afonso Patrão
Cruz Patrão est un nom portugais ; le premier nom de famille (d'usage facultatif) est Cruz et le second est Patrão.
Afonso Patrão Cruz, né le 3 février 2007 à Póvoa de Lanhoso, est un footballeur portugais qui joue au poste d'avant-centre au SC Braga.

## Biographie

### Carrière en club
Né à Póvoa de Lanhoso au Portugal, Afonso Patrão est formé par le SC Braga, où il signe son premier contrat professionnel à l'été 2023, alors qu'il s'illustre en équipes de jeunes.

### Carrière en sélection
Afonso Patrão est convoqué avec l'équipe du Portugal des moins de 17 ans pour participer au Championnat d'Europe des moins de 17 ans qui a lieu en mai et juin 2024,. Le Portugal atteint la finale de la compétition après sa victoire face à la Serbie (2-3),,.

## Palmarès
Portugal -17 ans
- Championnat d'Europe
  - Finaliste en 2024